# André Godin (parlementaire)
Pour les articles homonymes, voir André Godin et Godin.
 (juin 2021).
Si vous disposez d'ouvrages ou d'articles de référence ou si vous connaissez des sites web de qualité traitant du thème abordé ici, merci de compléter l'article en donnant les références utiles à sa vérifiabilité et en les liant à la section « Notes et références ».
André Godin, né le 18 mai 1942 à Bourg-en-Bresse, est un ancien cadre de banque français, membre du  Parti socialiste et élu maire de Bourg-en-Bresse de 1995 à 2001, puis député en 1997. 
Battu aux municipales de 2001 par Jean-Michel Bertrand (UMP), il perd son siège de député contre le même homme lors des législatives de 2002.
Député, il avait été membre de la Commission de la production et des échanges et de la Délégation de l'Assemblée nationale pour la planification, et avait appartenu à la Commission d'enquête sur Superphénix et la filière des réacteurs à neutrons rapides (avril à juin 1998)[réf. souhaitée].

## Source
- Site de l'assemblée nationale